# Рентгенівський телескоп

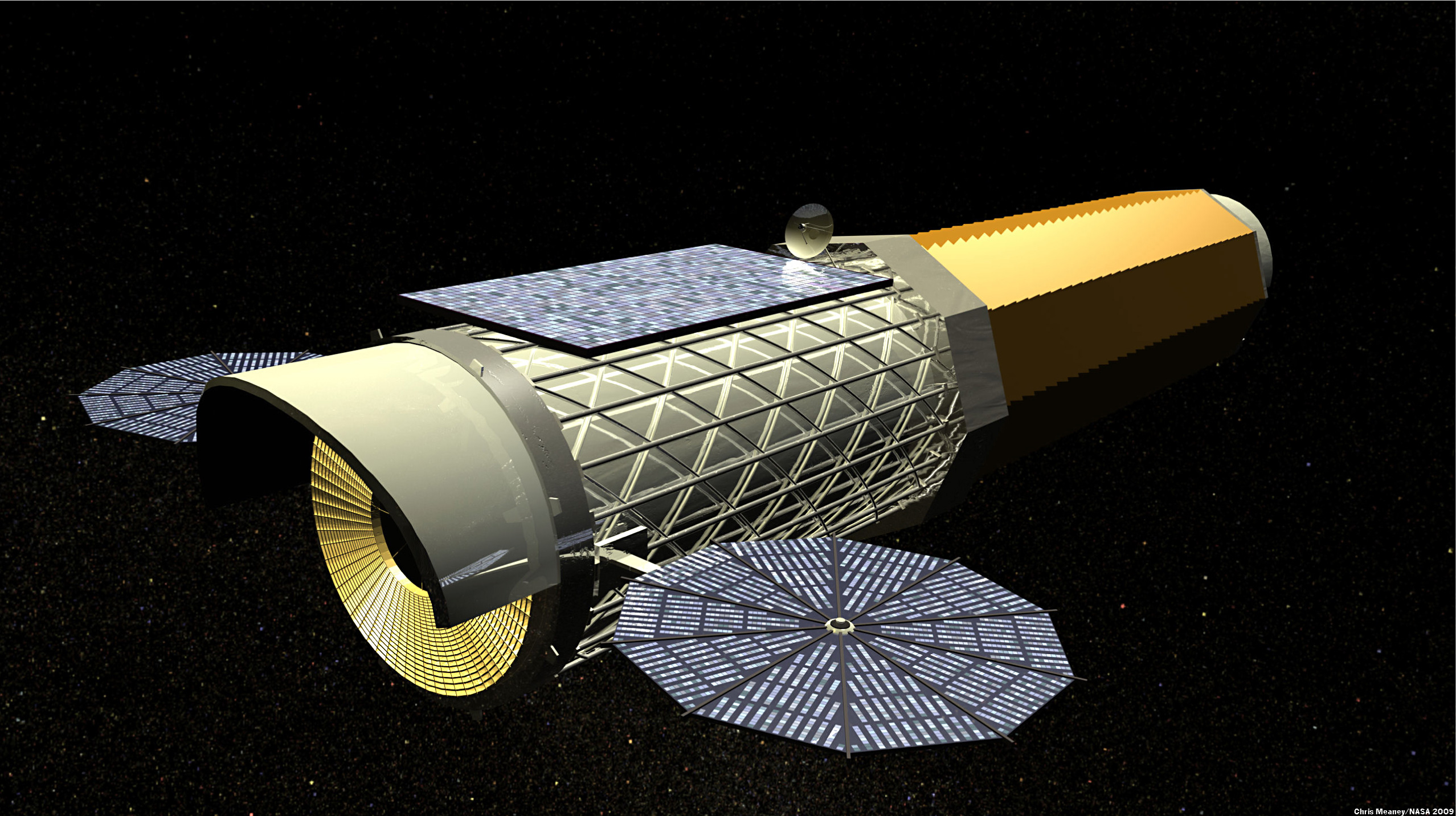
Проект найбільшої рентгенівської обсерваторії

Рентгенівський телескоп — телескоп, призначений для спостереження астрономічних об'єктів у рентгенівському спектрі. Атмосфера Землі є непрозорою для рентгенівського випромінювання, тому рентгенівські телескопи повинні бути встановлені у відкритому космосі, куди їх підіймають ракетами, повітряними кулями або штучними супутниками Землі.

## Історія
Усі відомості про космічні об'єкти приносять на Землю різні випромінювання — електромагнітні хвилі і потоки часток.

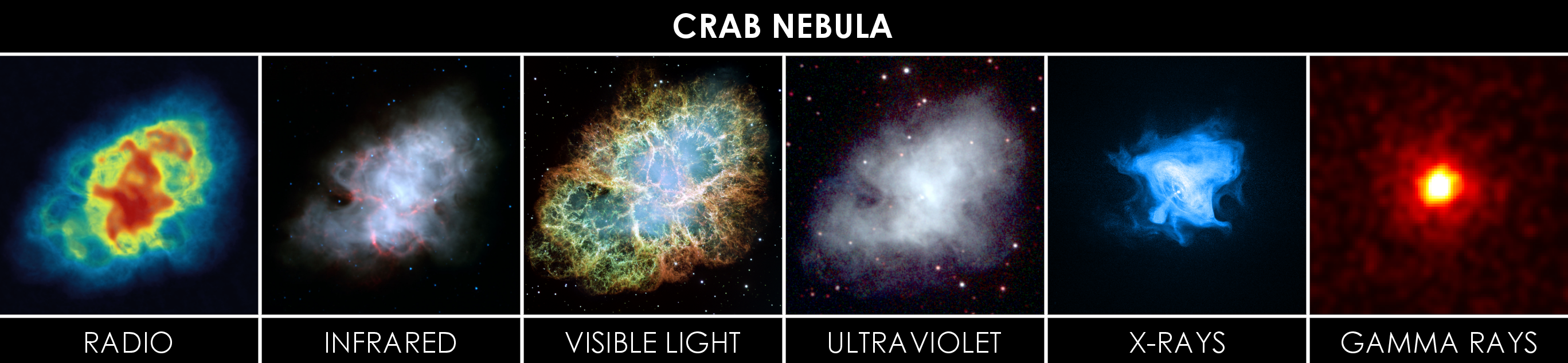
Крабоподібна туманність у різних діапазонах випромінення

Для короткохвильового випромінювання земна атмосфера є непрозорою. Таке випромінювання стало доступним для вивчення лише після появи ракетної і космічної техніки.
За допомогою рентгенівських телескопів, встановлених на борту космічних апаратів, зареєстровано рентгенівське випромінювання великої кількості різних космічних об'єктів, виявлено міжгалактичний газ усередині скупчень галактик і рентгенівське випромінювання всього неба — своєрідний рентгенівський фон.

## Рентгенівські оптичні системи
Основним елементом телескопа є оптика, яка збирає випромінювання, що входить в телескоп, і детектор, на якому збирають і вимірюють випромінювання. Безліч різних конструкцій і технологій, були використані для цих елементів.
Багато з існуючих рентгенівських телескопів обладнуються декількома копіями або варіаціями системи детектора-телескопа, це додає супутникам функціональності та мультизадачності.
Системи, які використовуються в рентгенівських телескопах для позасонячної астрономії вимагають одночасно: можливість визначити вихідний напрямок рентгенівського фотона по двох координатах і достатню ефективність детектування. Дзеркала можуть бути виготовлені з кераміки або металевої фольги. Найбільш часто для рентгенівських дзеркал ковзаючого падіння використовуються золото і іридій. Критичний кут відбиття сильно залежить від енергії фотонів. Для золота і енергії в 1 кеВ, критичний кут складає 3,72 °.
Основними методами реєстрації рентгенівського випромінення є рефракція (відображення), дифракція та інтерференція.

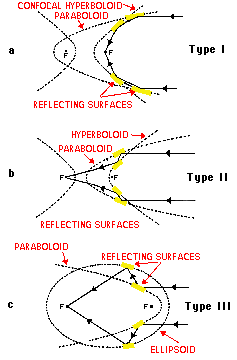
3 типи телескопа Вольтера

### Рефракція
Основна ідея полягає в відображенні пучка рентгенівського випромінювання від дзеркала і вимірюванні інтенсивності рентгенівських променів, відбитих в напрямку матриці (кут відображення рівний куту падіння). Було доказано, що тільки відображення від параболічного дзеркала, а потім гіперболічного дзеркала може привести до фокусування рентгенівського випромінювання. Оскільки вхідні рентгенівські промені повинні вдарити по нахиленій поверхні дзеркала, площа збирання мала. Вона, однак, може бути збільшена шляхом гніздових розташувань дзеркал усередині один одного.
Відношення інтенсивності відбитого до інтенсивності падаючого випромінення є рентгенівська відбивна здатність для поверхні. Якщо дзеркала не є ідеально гладкими, інтенсивність відбитого буде відхилятися від дійсності за законом Френеля.

#### Телескоп Вольтера
Телескоп Вольтера — оптична система рентгенівського телескопа, що використовує тільки дзеркала косого падіння.
Коефіцієнт відображення рентгенівських променів при нормальному падінні на межу розділу середовищ дуже малий — велика частина випромінювання просто проходить через матеріал або поглинається в ньому. Тому звичайні дзеркала не можуть застосовуватися в рентгенівській оптиці. Звичайні лінзи теж не годяться, тому що їх коефіцієнт заломлення дуже близький до одиниці. Для фокусування рентгенівських променів повинні використовуватися інші прилади. Один з них — рентгенівське дзеркало косого падіння, на яке рентгенівський промінь падає під дуже малим кутом, і як би ковзає уздовж поверхні. В принципі для фокусування досить було б використовувати одне параболічне дзеркало. Але воно мало б два недоліки: занадто великий фокус і було б піддано комі.
У 1952 році німецьким фізиком Гансом Вольтером були запропоновані три оптичні системи, в яких кома помітно ослаблена. Всі вони складаються з двох поверхонь другого порядку і називаються телескопами Вольтера I, II і III типу відповідно:
1. параболоїд + гіперболоїд
2. параболоїд + гіперболоїд з зовнішнім відображенням
3. параболоїд із зовнішнім відображенням + еліпсоїд

Кожна з цих систем має свої переваги і недоліки. Найбільше поширення набули оптичні системи I типу. Така система є у телескопів EXOSAT, ROSAT, XMM-Newton, Swift / XRT та ін.

Симетрично розташовані атоми викликають підсилення рентгенівських променів в конкретних напрямках, де їх різниця довжини шляху, 2d sin θ, дорівнює цілому числу, кратному довжині хвилі λ

### Дифракція
У рентгенівській дифракції пучок частинок потрапляє на кристал і дифракцює в багатьох конкретних напрямках. Кути і інтенсивності дифракційних пучків вказують на тривимірну щільність електронів в кристалі. Рентгенівські промені утворюють дифракційну модель, тому що їх довжина хвилі, як правило, має той же порядок величини (0,1-10,0 нм) як відстань між атомними площинами в кристалі.
Кожен атом повторно випромінює малу частину енергії, яка передається у вигляді сферичної хвилі. Якщо атоми розташовані симетрично (як це має місце в кристалі) з відстанню d, ці сферичні хвилі будуть синхронізовані тільки в напрямках, де їх різниці ходу 2d sin θ будуть дорівнювати цілому числу, кратному довжині хвилі λ. Вхідний пучок відхиляється на кут 2θ, створюючи пляму відображення дифракційної моделі.
Рентгенівська дифракція є формою пружного розсіювання. Вихідні рентгенівські промені мають однакову енергію і таким чином, ту ж довжину хвилі, що надходять до телескопа від рентгенівського випромінювання, тільки зі зміненим напрямком. На противагу цьому, непружне розсіювання відбувається, коли енергія передається від рентгенівського електрона внутрішньої оболонки атома на більш високий енергетичний рівень. Таке розсіювання призводить до зменшення енергії (або збільшує довжину хвилі) вихідного променя. Непружне розсіяння корисно для дослідження такого електронного збудження, але не у визначенні розподілу атомів в кристалі.
Подібні дифракційні моделі можуть бути отримані шляхом розсіювання електронів або нейтронів. Рентгенівські фотони, як правило, не відбиваються від атомних ядер.

Спрощений принцип дії гексагональної маски кодованої апертури Hura, використаної в інструменті SPI космічного телескопа INTEGRAL

#### Коліматорна апертура
Для кодування апертури багатьох рентгенівських телескопів використовують кодування апертури для отримання зображень. У цій технології перед матричним детектором встановлюється маска у вигляді решітки з чергуванням особливим чином прозорих і непрозорих елементів (наприклад, квадратна маска у вигляді матриці Адамара). Даний елемент для фокусування і отримання зображень важить менше, ніж інші варіанти рентгенівської оптики (тому часто використовується на супутниках), але при цьому вимагає більшої пост-обробки для отримання зображення.

### Інтерференція
Рентгенівська інтерференція є доповнюючою (суперпозицією) двох або більше рентгенівських хвиль, що призводить до нової моделі хвилі. Рентгенівська інтерференція зазвичай відноситься до взаємодії хвиль, що співвідносяться або когерентні між собою, або тому, що вони виходять з того ж джерела, або тому, що вони мають однакову або майже ту ж частоту.
Дві немонохроматичні рентгенівські хвилі тільки тоді повністю когерентні одна з одною, коли вони обидві мають точно такий же діапазон довжин хвиль, і ті ж різниці фаз на кожній зі складових довжин хвиль.
Загальна різниця фаз виводиться з суми, як різниці ходу і початкової різниці фаз (якщо рентгенівські хвилі генеруються з двох або більше різних джерел). Тоді можна зробити висновок про те, що рентгенівські хвилі, що досягають точки знаходяться у фазі (конструктивна інтерференція) або не в фазі (деструктивна інтерференція).

### Технології
Оптичні схеми, через велику енергію рентгенівських квантів практично не переломлюється в речовині (отже, важко виготовити лінзи) і не відображається при багатьох кутах падіння, крім самих малих (близько 90 градусів). Рентгенівські телескопи можуть використовувати кілька методів для фокусування променів. Найбільш часто використовуються телескопи Вольтера (з дзеркалами ковзаючого падіння), кодуюча маска і модуляційні (хитні) коліматори. Обмежені можливості рентгенівської оптики призводять до більш вузького полю зору в порівнянні з телескопами, працюючими в діапазонах УФ і видимого світла.
Але все ж, існує безліч методів, які використовуються для реєстрації рентгенівських фотонів у відповідному місці на детекторі рентгенівського телескопа:
- Дзеркала ковзаючого падіння в телескопі Вольтера,[1][2][3] або рентгенівський телескоп відображення Кіркпатрік-Баеза.
- Зонні пластинки Френеля
- Вигнуті кристали[4]
- Дзеркала нормального відображення з використанням багатошарових покриттів
- Мікроструктурювання оптичних масивів, а саме капілярні / полікапіллярні оптичні системи[5][6][7][8]
- Кодування апертури
- Коліматорна аппертура
- Рентгенівські контролювачі хвиль

Більшість оптичних елементів рентгенівських телескопів (за винятком дзеркал змінного падіння) дуже малі, і повинні бути розроблені для конкретного кута падіння і енергії, тим самим обмежуючи їх застосування. Незважаючи на те, що технології швидко розвиваються, застосування телескопів рентгенівського випромінення все ще обмежені.

## Приклади рентгенівських телескопів
| Прилад (рік запуску) | Діапазон випромінювання, кеВ | Ефективна площа детектора, см² | Енергетичне розділення | Поле зору          | Кутове розділення |
| EXOSAT (1983-1986)   |                              |                                |                        |                    |                   |
| LE                   | 0.05-2                       | 10                             |                        | 2°х2°              |                   |
| CMA                  | 0.05-2.0                     | 0.4 — 10                       |                        | 2°х2°              | 18"               |
| ME                   | 1-50                         |                                |                        | 45'                |                   |
| GS                   | 2-20                         | 100                            | 4,5 %@6keV             |                    |                   |
| ROSAT (1990-1999)    |                              |                                |                        |                    |                   |
| PSPC                 | 0.1-2.5                      | 240                            | dE/E=0.43              | 2°х2°              |                   |
| HRI                  | 0.1-2.5                      | 80                             |                        | 38'x38'            | 2"                |
| WFC                  | 0.062-0.206                  |                                |                        | 5°х5°              |                   |
| ASCA (1993-2001)     |                              |                                |                        |                    |                   |
| GIS                  | 0.8-12                       | 50                             | 8 %@5.9keV             | 50'x50'            | 0.5'              |
| SIS                  | 0.4-12                       | 105                            | 2 %@5.9keV             | 22'x22'            | 30"               |
| RXTE (1995)          |                              |                                |                        |                    |                   |
| PCA                  | 2-60                         | 6500                           |                        |                    |                   |
| HEXTE                | 15-250                       | 2х800                          |                        |                    |                   |
| ASM                  | 2-10                         |                                |                        |                    |                   |
| Chandra (1999)       |                              |                                |                        |                    |                   |
| ACIS-I               | 0.2-10                       | 144                            | E/dE=20-50             | 4x(16'x16')        |                   |
| ACIS-S               | 0.2-10                       | 196                            | E/dE=9-35              | 6x(8'x48')         |                   |
| HRC-I                | 0.1-10                       | 225                            |                        | 30'x30'            | 0.5"              |
| HRC-S                |                              |                                |                        | 7'x97'             |                   |
| HETG                 | 0.5-10                       |                                | E/dE=60-1000           |                    |                   |
| LETG                 | 0.08-6                       |                                | E/dE=30-2000           |                    |                   |
| XMM (1999)           |                              |                                |                        |                    |                   |
| MOS                  | 0.1-15                       | 922                            | E/dE=20-50             | 33'x33'            | 7"                |
| PN                   | 0.1-15                       | 1227                           | E/dE=20-50             | 27.5'x27.5'        | 7"                |
| RGS                  | 0.35-2.5                     | 185                            | E/dE=200-800           | 5'x5'              | 2.5"              |
| OM                   | 180-650 нм                   | d=30                           | λ/Δλ=250               | 17'x17'            | 1"                |
| INTEGRAL (2002)      |                              |                                |                        |                    |                   |
| SPI                  | 20-8000                      | 500                            | E/dE=500@1MeV          | 16°x16°            | 2°                |
| IBIS                 | 15-10000                     | 2600+3100                      | 9keV@100keV            | 9°x9°              | 12'               |
| JEM-X                | 3-35                         | 500                            | 1.2keV@10keV           | 4.8°х4.8°          | 3'                |
| OMC                  | 500-850 нм                   | d=5                            |                        | 5°x5°              | 25"               |
| Swift (2004)         |                              |                                |                        |                    |                   |
| BAT                  | 15-150                       | 5240                           |                        | 1.4 стерадіан      | 4'                |
| XRT                  | 0.2-10                       | 110                            |                        | 23.6'x23.6'        | 5"                |
| UVOT                 | 170-650 нм                   |                                |                        | 17'x17'            | 0.3"              |
| Suzaku (2005)        |                              |                                |                        |                    |                   |
| XRS                  | 0.3-12                       | 190                            | 6.5eV@6keV             | 32 піксели         |                   |
| XIS                  | 0.2-12                       | 3х340+390                      | 130eV@6keV             | 18'                |                   |
| HXD/GSO              | 30-600                       | 315                            | 3keV                   | 4.5°x4.5°(>100keV) |                   |
| HXD/PIN              | 10-60                        | 145                            | 3keV                   | 34'x34'            |                   |

ХММ і Chandra мають подібні характеристики і обидва є телескопами нового покоління в порівнянні з ROSAT i ASCA, які працювали перед ними. Більш конкретно, ХММ має наступні переваги:
1. Висока чутливість при спостереженні протяжних джерел
2. Високороздільна спектроскопія RGS з одночасним отриманням зображень і спектрів помірного розділення на ЕРІС і оптичними/ультрафіолетовими спостереженнями ОМ.
3. Висока чутливість на енергіях до 15 кеВ.
4. Чудова чутливість при переході до нижчих енергій, аж до 150 еВ.
5. Високе часове розділення камер ЕРІС.

Основна відмінність використання ХММ і Chandra полягає у тому, що всі інструменти ХММ можуть працювати одночасно, в той час як інструменти Chandra працюють по черзі. XMM i Chandra є найбільш універсальними сучасними телескопами. Вони можуть одночасно отримувати якісні зображення, криві блиску і спектри джерел у м'якому і середньому рентгенівському діапазонах. Інші сучасні рентгенівські телескопи спеціалізовані, а саме:
- RXTE призначений для побудови рентгенівських кривих блиску.
- INTEGRAL розрахований на спостереження у жорсткому рентгенівському і м'якому гамма-діапазонах (вище 20 кеВ).
- Основною метою Swift є спостереження гамма-спалахів і їх рентгенівських компонентів.
- На супутнику Suzaku використовується нова експериментальна технологія рентгенівського мікрокалориметра[10].

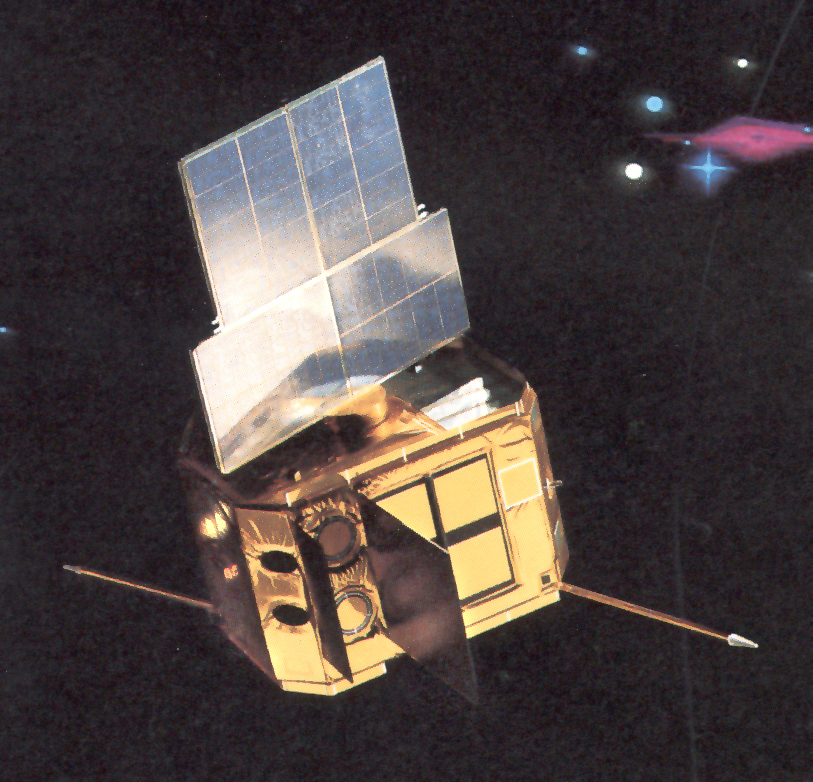
Рентгенівська обсерваторія EXOSAT

### EXOSAT
EXOSAT англ. European X-ray Observatory SATellite, початкова назва — HELIOS, англ. Highly Eccentric Lunar Occultation Satellite) — орбітальна рентгенівська обсерваторія Європейського космічного агентства. Працювала на навколоземній орбіті в період з травня 1983 року по квітень 1986 року. За цей час обсерваторія провела 1780 спостережень об'єктів рентгенівського неба різних класів. 6 квітня 1986 року збій в системі орієнтації супутника призвів до втрати керування. 6 травня 1986 року, в результаті поступової деградації орбіти, супутник увійшов в щільні шари атмосфери і згорів.

#### Характеристика EXOSAT

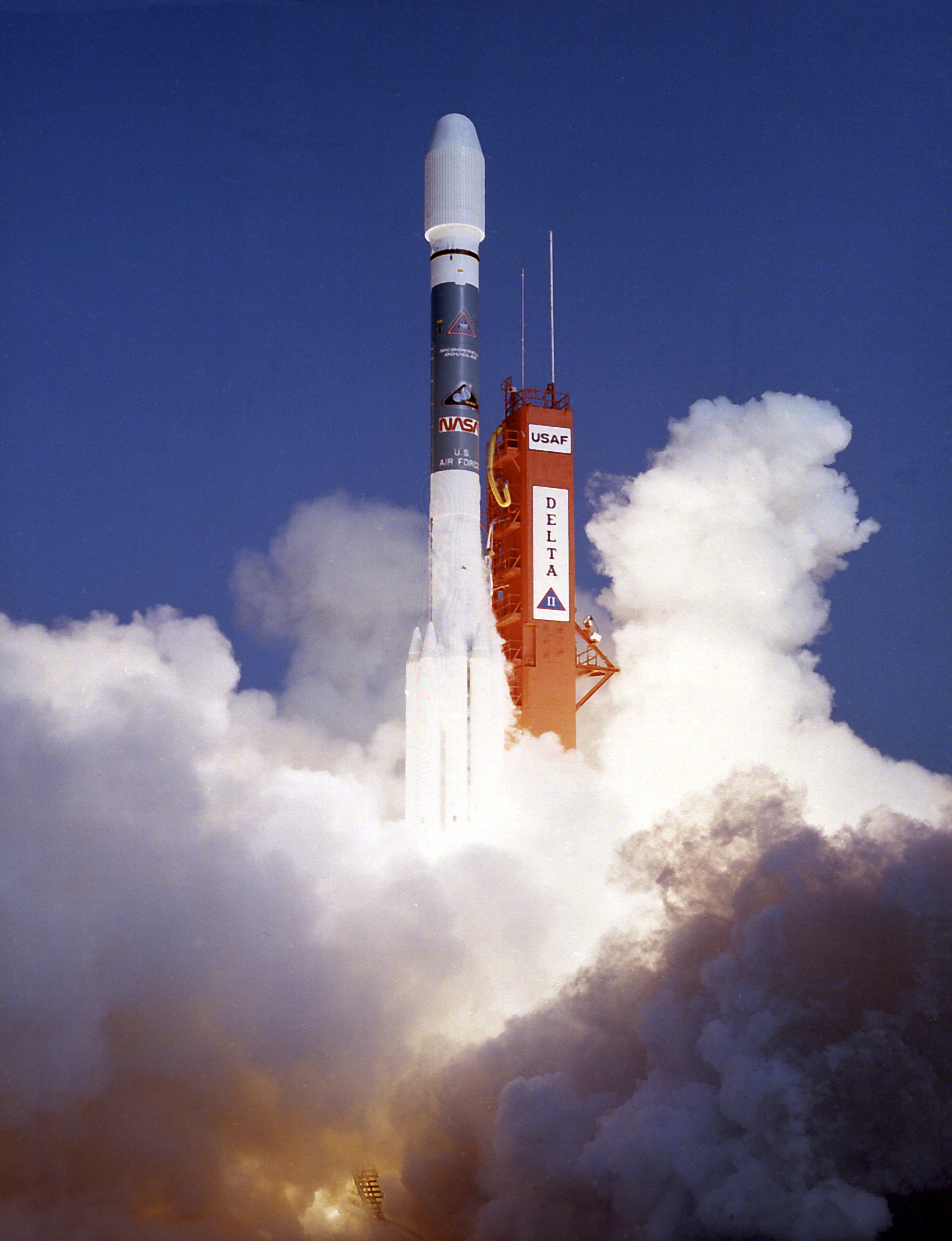
Запуск рентгенівської обсерваторії ROSAT

Обсерваторія несла на собі чотири основні інструменти — два рентгенівських телескопа косого падіння CMA (CMA та LE), газовий пропорційний лічильник великої площі ME (Medium Energy experiment) і газовий сцинтиляційний лічильник GSPC (Gas Scintillation Proportional Counter).
Два однакових рентгенівських телескопи косого падіння CMA складалися з двох, вставлених одну в одну труб, зроблених за схемою Вольтера I типу, що відбивають рентгенівські промені в діапазоні енергій 0,04-2 кеВ. Фокусна відстань телескопів — 1,1 м, діаметр вхідної апертури — 30 см. Кутова роздільна здатність телескопів на оптичній осі — 24 кутові секунди з погіршенням до 4 кутових мінут на відстані 1 градуса від оптичної осі. У фокальній площині телескопів могли бути встановлені або детектори CMA (Channel Multiplier Array, мікроканальна камера), або детектори PSD (Position Sensitive Detector, газовий лічильник). За кожним з телескопів можна було виставляти дифракційну решітку, спектр після якої міг бути знятий за допомогою детекторів CMA. Дифракційна ґратка одного телескопа мала 500 штрихів на мм (LE2 + CMA2 8-400Å), іншого — 1000 штрихів на мм (LE1 + CMA1 8-200Å), що давало спектральну роздільну здатність 2Å і 1Å відповідно на енергіях > 0.25 кеВ і 5Å на довжині хвилі 304Å для обох телескопів.
Інструмент ME складався з восьми пропорційних лічильників, із загальною площею 1600 см² і полем зору 45 кут. хвилин (ширина на піввисоті), обмежених коліматором. Енергетичний діапазон інструменту 1-50 кеВ. Верхня частина лічильника заповнювалася аргоном, нижня — ксеноном. Кожен лічильник був обладнаний набором токозйомних зволікань, які забезпечували енергетичну роздільну здатність 21 % на енергії 6 кеВ для аргонової камери і 18 % на 22 кеВ для ксенонової. Події, зареєстровані в камерах записувалися в 128 енергетичних каналах в діапазоні енергій 1-20 кеВ і 5-50 кеВ відповідно.
газовий сцинтиляційний лічильник GSPC мав енергетичне розділення 4,5 % на енергії 6 кеВ, що було в рази краще, ніж на інструменті ME. Ефективна площа інструменту — 100 см². Енергетична інформація про події записувалася в 256 каналів.

### ROSAT
ROSAT (нім. Röntgensatellit) — німецька космічна рентгенівська обсерваторія. Названа на честь Вільгельма Рентгена. Запуск відбувся 1 червня 1990 за допомогою ракети Дельта-2 з мису Канаверал. Обсерваторія працювала до 12 лютого 1999.

#### Характеристика ROSAT
Є спільним астрофізичним проектом Німеччини, США і Англії. На борту супутника перебував створений в Німеччині рентгенівський телескоп з можливістю отримання зображень (X-ray Telescope, XRT), у фокальній площині якого перебувало 3 прилади: два німецьких позиційно-чутливих пропорційних лічильника (Position Sensitive Proportional Counters, PSPC) і американський прилад отримання високоякісних зображень (High Resolution Imager, HRI). Телескоп використовував 4 вкладених один в одного телескопи Вольтера 1-го типу на основі рентгенівських дзеркал з косим падінням променів. Апертура телескопа досягала 84 см у діаметрі, фокусна відстань — 240 см. На половинному рівні енергії кутова роздільна здатність була менше 5 кутових секунд. Установка XRT працювала в діапазоні енергій від 0,1 до 2 кеВ. Англійський телескоп мав ширококутну камеру (Wide Field Camera, WFC) і працював у далекому ультрафіолеті (extreme ultraviolet, XUV), від 0,042 до 0,21 кеВ.
Унікальними особливостями ROSAT була висока просторова роздільна здатність у м'якому рентгенівському діапазоні. Супутник ROSAT використовував стабілізацію по трьох осях і мав змогу робити як точкові спостереження так і проводити кругове сканування в площині, перпендикулярній екліптиці.

#### Місія ROSAT
Місія ROSAT була поділена на три фази:
1. Двомісячне калібрування й перевірка на орбіті
2. Шестимісячне спостереження всієї небесної сфери в рентгенівських променях за допомогою PSPC, що знаходиться у фокусі XRT, і в двох ультрафіолетових діапазонах (XUV bands) за допомогою WFC. Спостереження проводилися в скануючому режимі
3. Остання фаза тривала до закінчення місії і була присвячена точковим спостереженнями.

Спочатку місія ROSAT мала тривалість 18 місяців.

### ASCA
ASCA (від англ. Advanced Satellite for Cosmology and Astrophysics — Вдосконалений супутник для космології й астрофізики; назва до запуску ASTRO-D) четверта орбітальна рентгенівська обсерваторія Японії, і друга, в яку значний внесок зробили США. Обсерваторія створена проектною групою під керівництвом Мінору Ода в Інституті космічних наук і астронавтики (ISAS) (яп. 宇宙 科学 研究所) спільно з НАСА. Обсерваторія була запущена 20 лютого 1993 року японської ракетою-носієм M-3S-II. Через 8 років роботи, після геомагнітного шторму контроль над супутником був загублений 14 липня 2000 року, після чого наукові спостереження більш не проводилися. Супутник увійшов в щільні шари атмосфери і зруйнувався 2 березня 2001 року.

#### Характеристика ASCA
АСКА ніс чотири, великої площі, рентгенівських телескопа. У фокусі двох телескопів знаходився газовий спектрометр з формуванням зображення (ГІС), в той час як напівпровідниковий спектрометр з формуванням зображення (SIS) знаходиться у фокусі двох інших.

#### Місія
ASCA був першою місією рентгенівської астрономії, яка мала об'єднати можливості обробки зображень з широким пропускною здатністю, хорошим спектральним дозволом і великою ефективною площею. Місія також було вивести на орбіту Землі перший супутник, щоб використовувати CCDs для рентгенівської астрономії. З цими властивостями, первинна наукова мета ASCA є рентгенівська спектроскопія астрофізичної плазми; особливо аналіз дискретних функцій, таких як емісійні ліній і края поглинання.

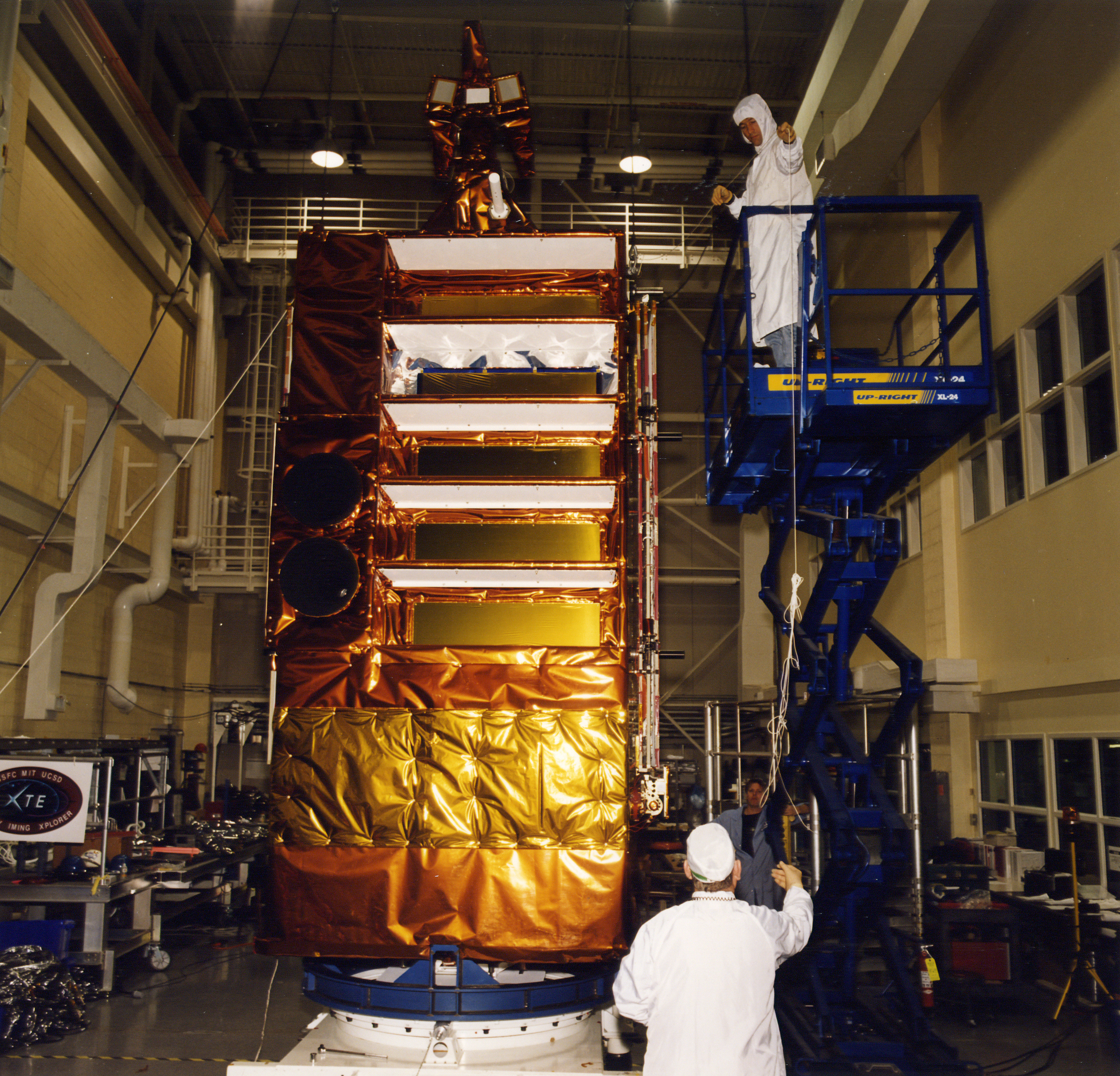
Технічна підготовка апарата RXTE

### RXTE
RXTE (англ. Rossi X-ray Timing Explorer) — орбітальна рентгенівська обсерваторія. Призначена для вивчення тимчасових і широкосмугових (енергетичний діапазон 3-250 кеВ) спектральних характеристик астрофізичних систем з компактними об'єктами — чорними дірами, нейтронними зірками і білими карликами. Основною перевагою обсерваторії RXTE над усіма іншими орбітальними обсерваторіями є велика ефективна площа його основного спектрометра PCA (близько 6500 см² на енергії 6 кеВ). Обсерваторія припинила роботу 5 січня 2012.
Обсерваторія була названа в честь одного з піонерів рентгенівської астрономії — Бруно Россі.

#### Характеристика RXTE
Спектрометр являє комплекс з п'яти однакових газових детекторів, заповнених сумішшю ксенону і аргону, поміщених під коліматор з полем зору приблизно 1 градус. Кожен детектор має захист. Ефективний робочий діапазон детекторів — 3-30 кеВ. Верхній шар захисту, який використовується в основному для фільтрації заряджених електронів може бути використаний для реєстрації фотонів енергії 1-3 кеВ. Спектрометр проведений в Центрі космічних польотів імені Ґоддарда.
Спектрометр являє собою комплекс з 8 однакових твердотільних детекторів, зроблених за схемою фосвіч (NaI (Tl) / CsI (Na)), поміщених під коліматор розміром приблизно 1 градус. З огляду на значне перевищення інструментального фону детектора HEXTE над практично будь-яким астрофізичних сигналом при спостереженні спектрометром HEXTE необхідно максимально точно врахувати внесок цього інструментального фону. Для цього детектори об'єднані в так звані «кластери», які розміщені на поворотних платформах і по черзі спостерігають астрофізичний об'єкт і майданчик на небі поруч з ним (так звані «хитні» спостереження). Спектрометр проведений в Каліфорнійському університеті у Сан-Дієго.
All Sky Monitor (ASM) призначений для довготривалого моніторування потоків різних астрофізичних об'єктів. Прилад має 3 незалежних модуля, які спільно покривають близько 70 % неба в кожен момент часу. Кутовий дозвіл приладу забезпечується принципом модулюючого коліматора. Робочий діапазон ASM 1-12 кеВ. Прилад зроблений в Массачусетському технологічному інституті.

#### Результати
За більш ніж 12 років успішної роботи на орбіті був отриманий великий масив даних про тимчасові і спектральні характеристики астрофізичних об'єктів, який дозволив серйозно просунути розуміння фізики акреції на компактні об'єкти, механізми формування випромінювання навколо них. Крім того, зважаючи на надзвичайно успішне моделювання інструментального фону детектора RXTE / PCA вдалося вирішити ряд завдань, для яких обсерваторія RXTE спочатку не призначалася (побудова карт).

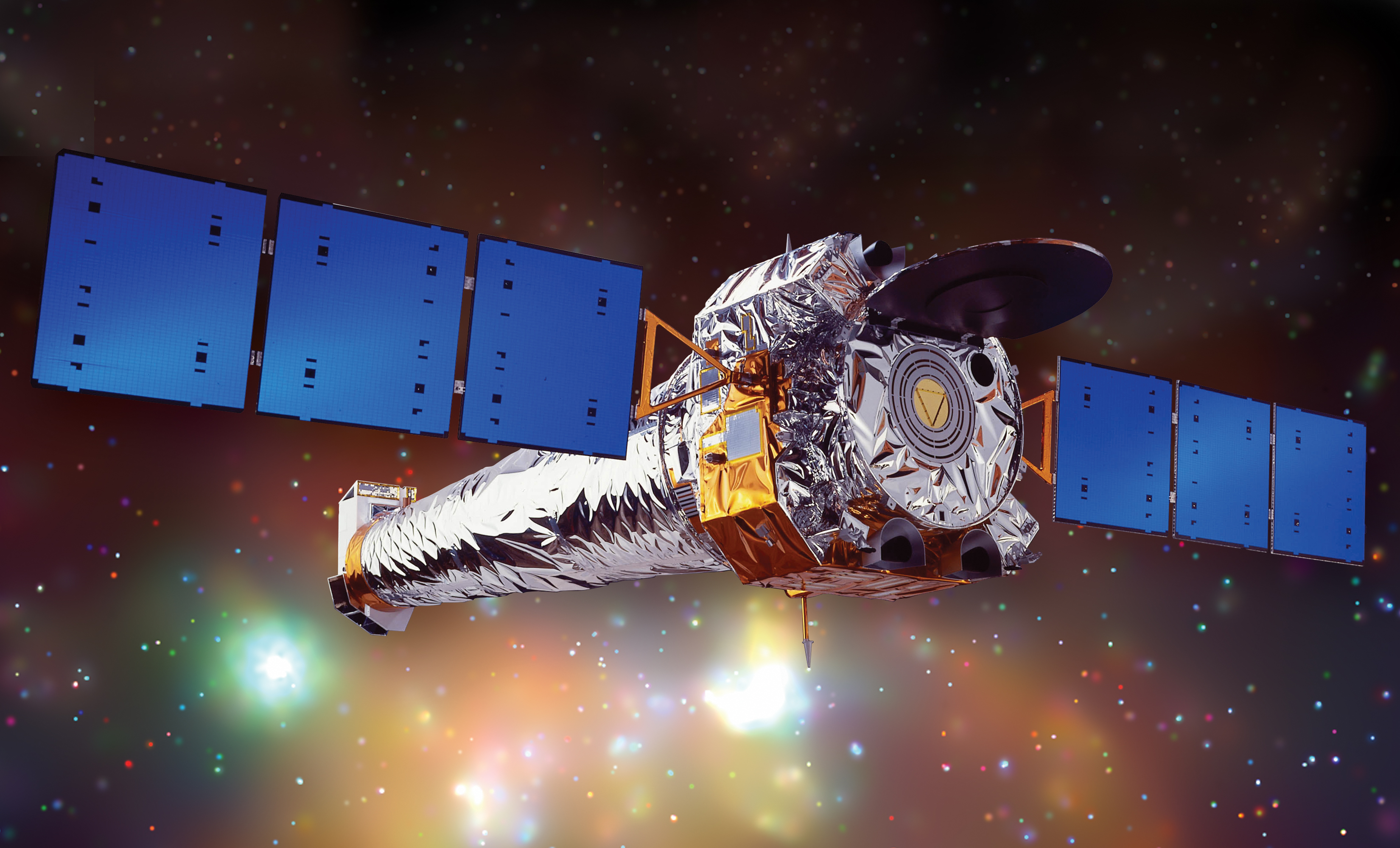
Рентгенівська обсерваторія Chandra

### Chandra
Космічна рентгенівська обсерваторія «Чандра» (англ. Chandra X-ray Observatory, космічний телескоп «Чандра») — космічна обсерваторія, запущена НАСА 23 липня 1999 (за допомогою шатла «Колумбія») для дослідження космосу у рентгенівському діапазоні. Названа на честь американського фізика та астрофізика індійського походження Чандрасекара, який викладав у університеті міста Чикаго з 1937 до своєї смерті 1995 року і був відомий, переважно, своїми роботами про білих карликів.

#### Характеристика телескопа Chandra
Камера високої роздільної здатності (HRC) має широке поле зору і високу роздільну здатність. Прилад є розвитком реєструючого детектора, що працює на обсерваторії HEAO-2. Кутова/просторова роздільна здатність інструменту становить близько 0,2 кутової секунди, що трохи краще, ніж якість зображення, створювана рентгенівськими дзеркалами обсерваторії (0,3 — 0,4 кутової секунди). Додатковою перевагою приймача HRC є його здатність реєструвати багато фотонів за секунду, що дуже важливо для спостереження неяскравих об'єктів, таких як чорні діри або нейтронні зірки у нашій Галактиці.
Спектрометри (ACIS, AXAF CCD Imaging Spectrometer) призначені для побудови зображень рентгенівських об'єктів з одночасним визначенням енергії кожного фотона. Принцип роботи спектрометрів заснований на приладах із зарядним зв'язком (ПЗС, CCD). Прилади є розвитком ПЗС-фотометрів, розроблених у Массачусетському технологічному інституті та вперше запущених у японській обсерваторії ASCA.
Для вирішення завдань спектроскопії високої роздільної здатності на обсерваторії використовуються дифракційні ґрати, які відхиляють рентгенівські промені на різні кути залежно від їх енергії. Відхилені рентгенівські промені потім реєструються детекторами HRC-S. Висока енергетична роздільна здатність, що досягається за допомогою дифракційних решіток, дозволяє у деталях досліджувати, наприклад, властивості міжзоряного середовища у нашій та інших галактиках.

#### Результати
- Вдалося виявити рентгенівське випромінювання надмасивної чорної діри у центрі Чумацького Шляху.
- Новий тип чорних дір було виявлено в галактиці M82. Вчені підозрюють, що це проміжна ланка між чорними дірами зоряних мас і надмасивними чорними дірами.
- Учні середньої школи за допомогою станції виявили нейтронну зорю в Туманності Медузи[16].
- З'ясовано, що майже всі зорі головної послідовності є джерелами рентгенівського випромінювання.
- Уточнено сталу Габбла.
- У 2006 відкрито докази існування темної матерії під час спостереження зіткнень надскупчень галактик.

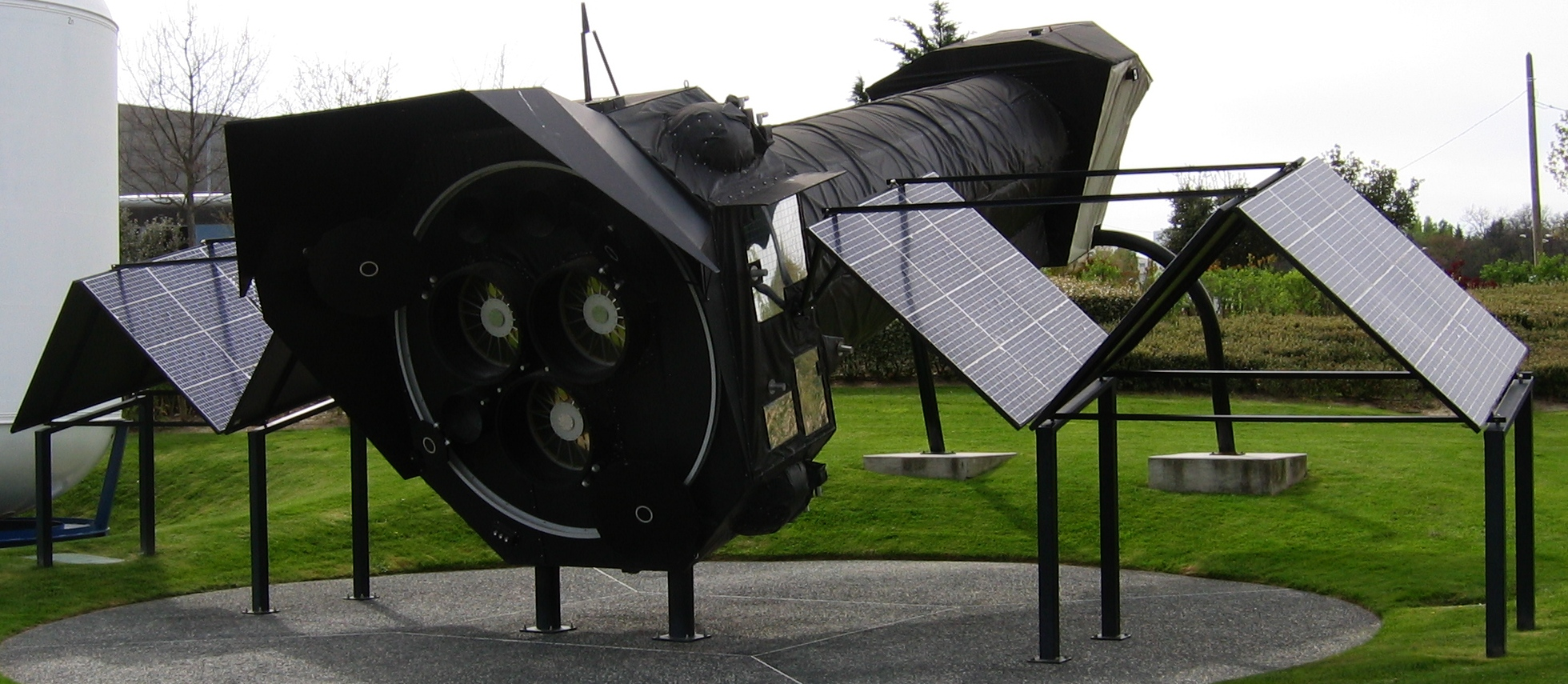
Рентгенівський телескоп XMM-Newton

### XMM
XMM-Newton, також відомий як Місія Рентгено-спектроскопії Високої Пропускної Здатності (англ. High Throughput X-ray Spectroscopy Mission) і Рентгенівський Багатодзеркальний Монітор (англ. X-ray Multi-Mirror Mission), є космічна рентгенівська обсерваторія запущена Європейським космічним агентством в грудні 1999 року на ракеті Ariane 5. Це друга місія Horizon програми ЄКА 2000. Названий по імені фізика і астронома сера Ісаака Ньютона, космічному апарату була поставлена задача дослідити міжзоряні джерела рентгенівського випромінювання, виконуючи вузько і широкого діапазону спектроскопію, а також виконання першої одночасної візуалізації об'єктів як в рентгенівської так і в оптичній (видимій і ультрафіолетовій області) довжині хвиль. Спочатку намічений на двох рокову місію космічний апарат залишається в хорошому стані і отримав розширення місії до 2016 року. Станом на лютий 2016 року, понад 4300 статей та наукових робіт були опубліковані по спостереженням XMM-Newton.

#### Характеристика XMM-Newton

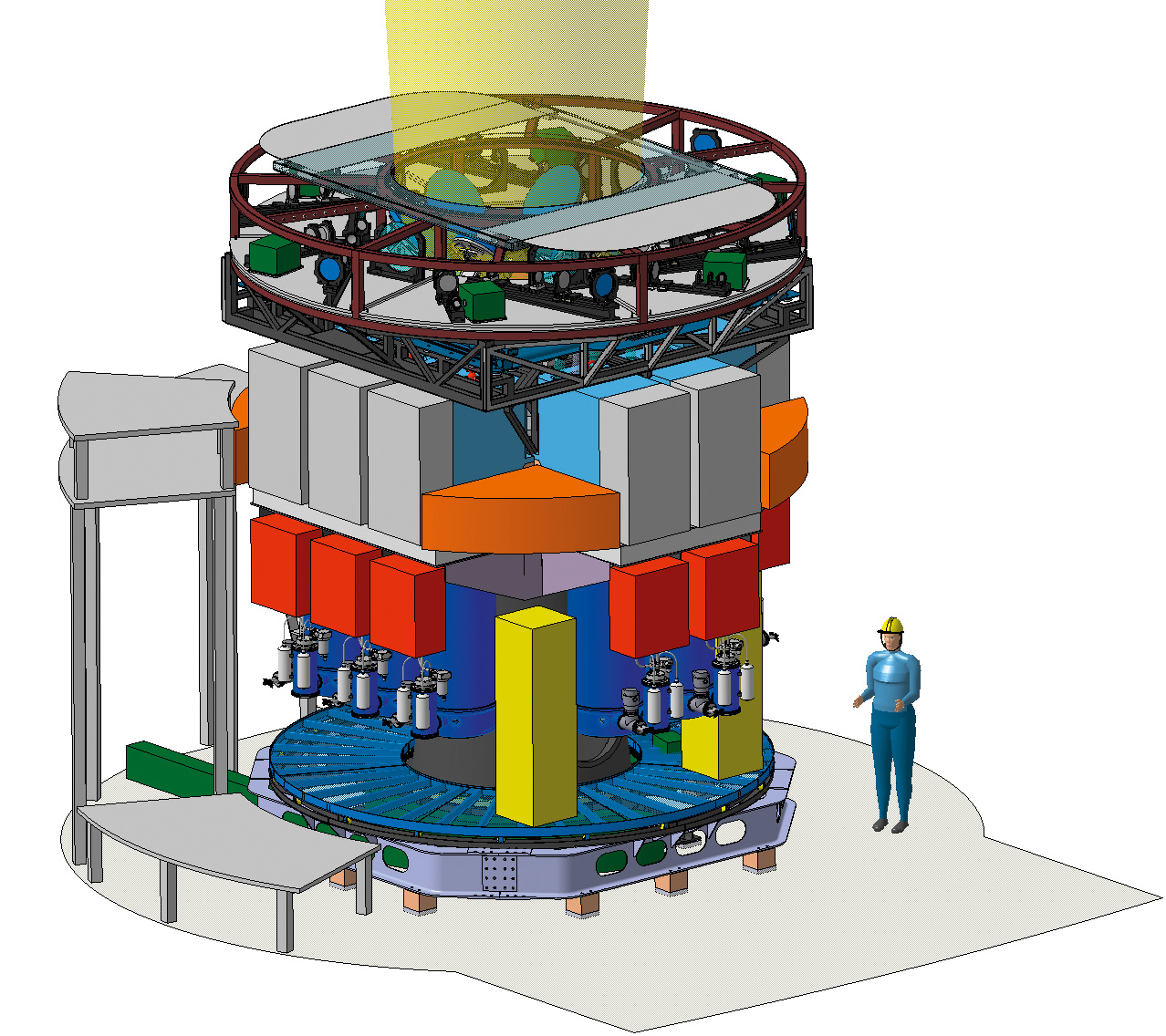
Міжнародна гамма обсерваторія INTEGRAL

Запущений 1999 року. XMM-Newton — одна з найдовершеніших та успішних рентгенівських обсерваторій в історії, на основі даних якої, накопичених за роки бездоганної роботи, написано тисячі наукових статей. ХММ оснащений трьома камерами ЕРІС, спектрометром RGS і оптичним монітором. Кожна з камер ЕРІС (MOS1, MOS2 i PN) складається з ПЗЗ-чипів, що розміщені на кінці багатошарової металічної труби, яка фокусує фотони у діапазоні 0,2-12 кеВ завдяки явищу повного внутрішнього відбивання.
Телескопи ХММ мають найбільшу ефективну площу серед усіх фокусуючих рентгенівських телескопів — 3 телескопи по 1550 см² на енергії 1,5 кеВ, тобто всього 4650 см². Висока чутливість ХММ досягається використанням 58 концентричних дзеркальних шарів у кожному рентгенівському телескопі. Результуюча функція розсіяння має повну ширину на половині максимуму близько 6", 50 % енергії точкового джерела зосереджується у кружку діаметром 15". ПЗЗ камери ЕРІС мають середнє спектральне розділення з роздільною силою ∆Е/Е в діапазоні 20-50. Спектрометри RGS мають набагато більше кутове розділення з роздільною силою в інтервалі від 200 до 800.

### INTEGRAL
INTEGRAL (англ. INTErnational Gamma-Ray Astrophysics Laboratory) був втілений в життя Європейським космічним агентством у співробітництві із Російським космічним агентством і NASA. Запущений в 2002 році з космодрому Байконур в Казахстані. Приймає випромінювання в діапазоні від 15 КеВ до 10 МеВ. На борту містить такі прилади: спектрометр SPI, камера IBIS, що працює на принципі кодуючої маски, рентгенівський монітор JEM-X, оптичний монітор OMC. На супутнику ІНТЕГРАЛ проводяться спостереження активних ядер галактик, компактних об'єктів і антиречовини в центрі нашої галактики.

#### Характеристика супутника INTEGRAL
INTEGRAL — унікальний супутник, розрахований на астрономічні спостереження в діапазоні від 15 кеВ до 10 МеВ (жорсткий рентгенівський і м'який гамма-діапазон). Фокусування фотонів таких енергій неможливе, тому для побудови зображень використовується так званий принцип кодуючої маски. Він полягає у тому, що апертура телескопа перекрита ґраткою складної форми, від якої гамма-джерела створюють тінь на ПЗЗ- детекторі. Спеціальне програмне забезпечення OSA (Offline Scientific Analysis Software) використовується для відновлення за зображенням тіні кількості, яскравості і координат джерел. Це складна математична задача, тому за весь час роботи (з 2002 року) INTEGRAL виявив всього близько 500 джерел, які, за рідкісними виключеннями, розглядаються як точкові.

#### Результати
- Побудова карти області Центру Галактики в жорсткому рентгенівському діапазоні з дуже високою чутливістю.
- Відкриття цілого набору галактичних джерел жорсткого рентгенівського випромінювання, прихованих поглинанням пилу в інших діапазонах енергій (наприклад, стандартному рентгенівському 1-10 кеВ, або оптичному)
- Відкриття нової жорсткої рентгенівської компоненти в випромінюванні так званих аномальних рентгенівських пульсарів і магнітарів. Природа виникнення цієї компоненти не до кінця зрозуміла.
- Вимірювання з високою точністю форми спектра анігіляційного випромінювання позитронів з галактичного центру.
- Вперше виміряно випромінювання хребта Галактики на енергіях вище 20 кеВ. Показано, що до енергій 50-60 кеВ воно створюється сумарним випромінюванням великої кількості акрецуючих білих карликів.
- Проведено підрахунки джерел жорсткого рентгенівського випромінювання на всьому небі. За результатами цих підрахунків виміряні статистичні характеристики галактичних і позагалактичних джерел у ближній Всесвіту.

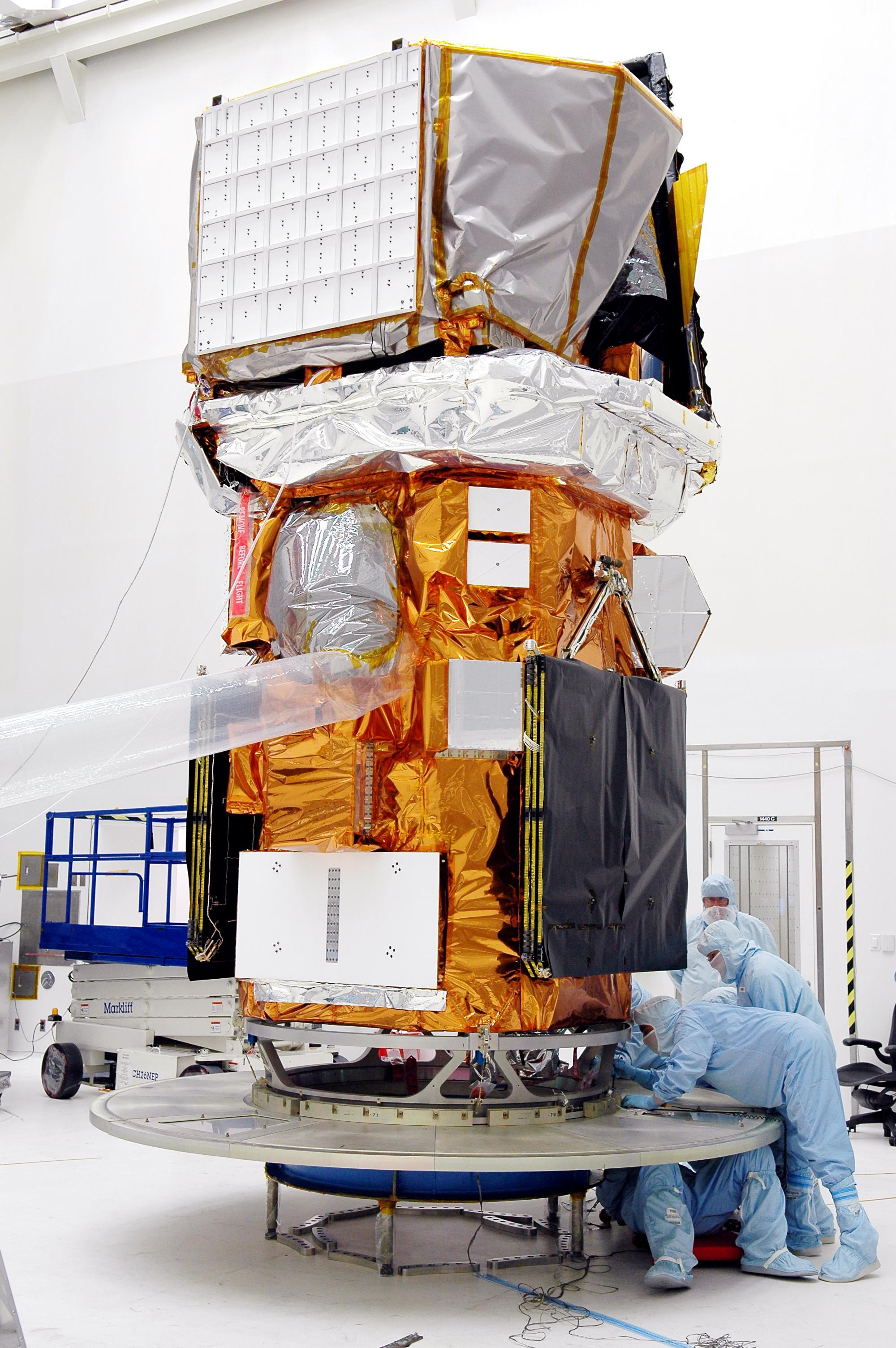
Рентгенівський і гамма-телескоп Swift

### Swift
Swift (англ. Swift Gamma-Ray Burst Mission) — орбітальна обсерваторія, спільний проект США, Італії та Великої Британії. Призначена для реєстрації та спостереження космічних гамма-сплесків. Запущена 20 листопада 2004 з космодрому мис Канаверал за допомогою ракети-носія Дельта-2. Орієнтація і швидкі розвороти супутника виконуються за допомогою гіродінів.

#### Характеристика Swift
Монітор гамма-сплесків (англ. BAT (Burst Alert Telescope)), призначений для виявлення і визначення координат гамма-сплесків. Монітор працює в рентгенівському діапазоні 15-150 кеВ. Мультидетектор площею 5200 см² складається з масиву 32 768 окремих напівпровідникових детекторів з телуриду, кадмію та цинку (CdZnTe). Завдяки використанню кодування апертурною маскою з 52 000 свинцевих елементів, що перекриває поле зору, досягається висока кутова роздільна здатність гамма-телескопа (17 кутових хвилин). Оглядає тілесний кут 60 ° × 100 °, або близько 1,4 стерадіан (~ 1/9 від всієї небесної сфери). Рентгенівський телескоп(англ. XRT (X-ray Telescope)), призначений для визначення спектру гамма-сплесків і отримання їх зображення в рентгенівському діапазоні 0,3-10 кеВ. Ультрафіолетовий / оптичний телескоп(англ. UVOT (UltraViolet / Optical Telescope)), призначений для отримання зображення і спектральних характеристик гамма-сплесків, працює в діапазоні довжин хвиль 170—650 нм. Діаметр дзеркала телескопа складає 0,3 м.

### Місія
- Визначити походження ГРС (Гамма-Рентгенівські Сплески)
- Використовувати гамма-сплески, щоб розширити розуміння молодого Всесвіті
- Провести огляд всього неба, який буде більш чутливим, ніж будь-який попередній, і значно додати до наукового знання астрономічних джерел рентгенівського випромінювання
- Слугувати платформою для обсерваторії загального призначення для досліджень космічного гамма-випромінювання і в рентгенівському / оптичному діапазонах.

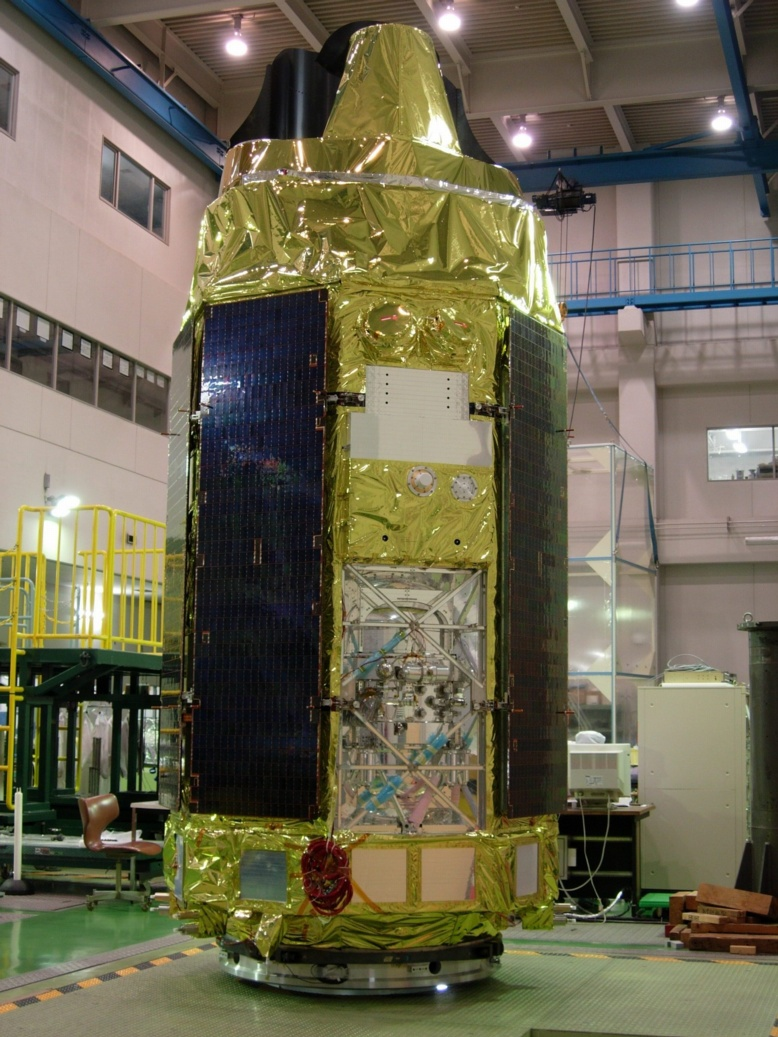
Рентгенівська і гамма обсерваторія Suzaku

### Suzaku
Suzaku (ASTRO-EII) — японський космічний рентгенівський телескоп. У 2000 році був проведений запуск Astro-E ракетою-носієм «Мю-5», який виявився невдалим: супутник впав в воду. 10 липня 2005 року з японського космодрому Утіноура ракетою-носієм «Мю-5» був запущений апарат Astro-EII, перейменований потім в «Suzaku». Це рентгенівський і гамма-телескоп, призначений для вивчення чорних дір і наднових зірок.
До моменту запуску на орбіті вже знаходилося два рентгенівських телескопа — XMM-Newton і Чандра. Однак новий телескоп принципово відрізняється від них: в той час як в останніх застосовуються рентгенівські призми, в Suzaku використовуються дзеркала. Але головна відмінність в тому, що електроніка фіксує найменшу зміну температури датчика, що відбувається при поглинанні їм фотонів рентгенівського і гамма-спектра. Для реалізації цього датчик був охолоджений до температури 0,06 градусів вище абсолютного нуля. Це стало можливим після застосування багатошарової ізоляції: перший шар — рідкий гелій, другий — неоновий лід. Вся конструкція поміщена в спеціальний термос. Передбачалося, що дана ізоляція зможе діяти протягом 2-3 років. Це повинно було забезпечувати роботу головного інструменту Astro-EII — XRS (рентгенівський спектрометр). Після цього терміну XRS повинен був завершити роботу, але фотокамера (XIS) і детектор високоенергетичних рентгенівських променів (HXD) продовжать роботу. За розрахунками чутливість і дозвіл телескопа в 10 разів перевершують значення цих показників у попередників.

#### Характеристика Suzaku
Suzaku здійснює спектроскопію високої роздільної здатності. На ньому встановлені інструменти дуже широкої енергетичної зони для виявлення сигналів в діапазоні від м'якого рентгенівського випромінювання до гамма-випромінювання (0.3-600 кеВ). Спектроскопії високої роздільної здатності є найважливішими методами фізично досліджувати високоенергетичні астрономічні явища, такі як чорні діри і наднові. Прибори обсерваторії Suzaki:
- Рентгенівський телескоп (XRT)
- Рентгенівський спектрометр (РРС)
- Рентгенівський спектрометр з формуванням зображення (XIS)
- Жорсткий рентгенівський детектор (HXD)

## Плани на майбутнє
Представники Європейського космічного агентства (ESA) планують вивести на орбіту Землі новий космічний телескоп — Athena (Advanced Telescope for High-Energy Astrophysics). Апарат стане найбільшою за всю історію орбітальною рентгенівською обсерваторією, яка буде вивчати рентгенівські спалахи, випромінювані чорними дірами і інші явища в цьому діапазоні. Запуск телескопа Athena, вартість якого складе близько 1 мільярда євро, призначений на 2028 рік.
|                                                                                              | Athena зробить революцію в нашому баченні природи чорних дір та інших космічних структур, оточених розпеченим газом. Саме цих знань нам не вистачає до більш просунутого рівня розуміння Всесвіту» |
| — Пол Нандра (Paul Nandra), директор Інституту космічної фізики товариства Макса Планка, ESA | |

В першу чергу дослідники планують використовувати телескоп для вивчення процесу формування надмасивних чорних дір і впливу цих об'єктів на галактики, що їх оточують. Як астрономи підрахували, більша частина звичайної матерії припадає як раз на нитки гарячого газу, розтягнуті між галактиками. Вчені будуть використовувати спектрометр для визначення хімічного складу гарячого газу, а також ефект Доплера — для напрямку його руху.
Проект Athena виник в ESA після розпаду співпраці європейців з NASA і японським космічним агентством JAXA, які спільно планували побудувати Міжнародну рентгенівську обсерваторію. Конструкція Athena була знову розглянута в 2013 році на засіданні ESA, а в 2014 році агентство оголосило про свої плани реалізувати цей проект.
Ще в листопаді 2013 року астрономи Європейського космічного агентства визначили дві головні мети дослідження в довгостроковій перспективі — «гарячий та енергетичний Всесвіт» («The hot and energetic universe»), яку вивчатимуть з 2028 року, і «гравітаційний Всесвіт» («gravitational universe»), вивчення якої почнеться в 2034 році. Основним інструментом для досліджень «гарячого» Всесвіту як раз і стане телескоп Athena.
Порівняно з рентгенівськими обсерваторіями, які працюють сьогодні — «Чандра» і XMM-Newton — Athena буде дійсно величезним апаратом: одні тільки його спеціалізовані дзеркала буду в 30 разів більші, ніж у сучасних пристроїв. Він також буде будувати зображення більш високої роздільної здатності і мати значно більш просунуту здатність аналізувати рентгенівські спектри. Дзеркала Athena будуть виконані з величезної кількості дрібних кремнієвих стрічок, виготовлених з використанням методик з напівпровідникової промисловості. Розробники відзначають, що це абсолютно новий спосіб конструювання телескопів.
Нова космічна обсерваторія буде відкритою для всіх учених: будь-який астроном зможе скористатися даними Athena для проведення своїх досліджень. Затвердження дизайну і бюджету телескопа повинні будуть відбутися в найближчі роки, так як старт будівництва запланований на 2019 рік.